# ليزا ويلكوكس (فارسة سباق)
ليزا ويلكوكس (بالإنجليزية: Lisa Wilcox)‏ هي فارسة سباق أمريكية، ولدت في 8 سبتمبر 1966 في ثاوزند أوكس في الولايات المتحدة.

## وصلات خارجية
- ليزا ويلكوكس على موقع أوليمبيديا (الإنجليزية)